# Pinguicula gracilis
Pinguicula gracilis är en tätörtsväxtart som beskrevs av S. Zamudio. Pinguicula gracilis ingår i släktet tätörter, och familjen tätörtsväxter. Inga underarter finns listade i Catalogue of Life.